# Amilcare Dallagherarda

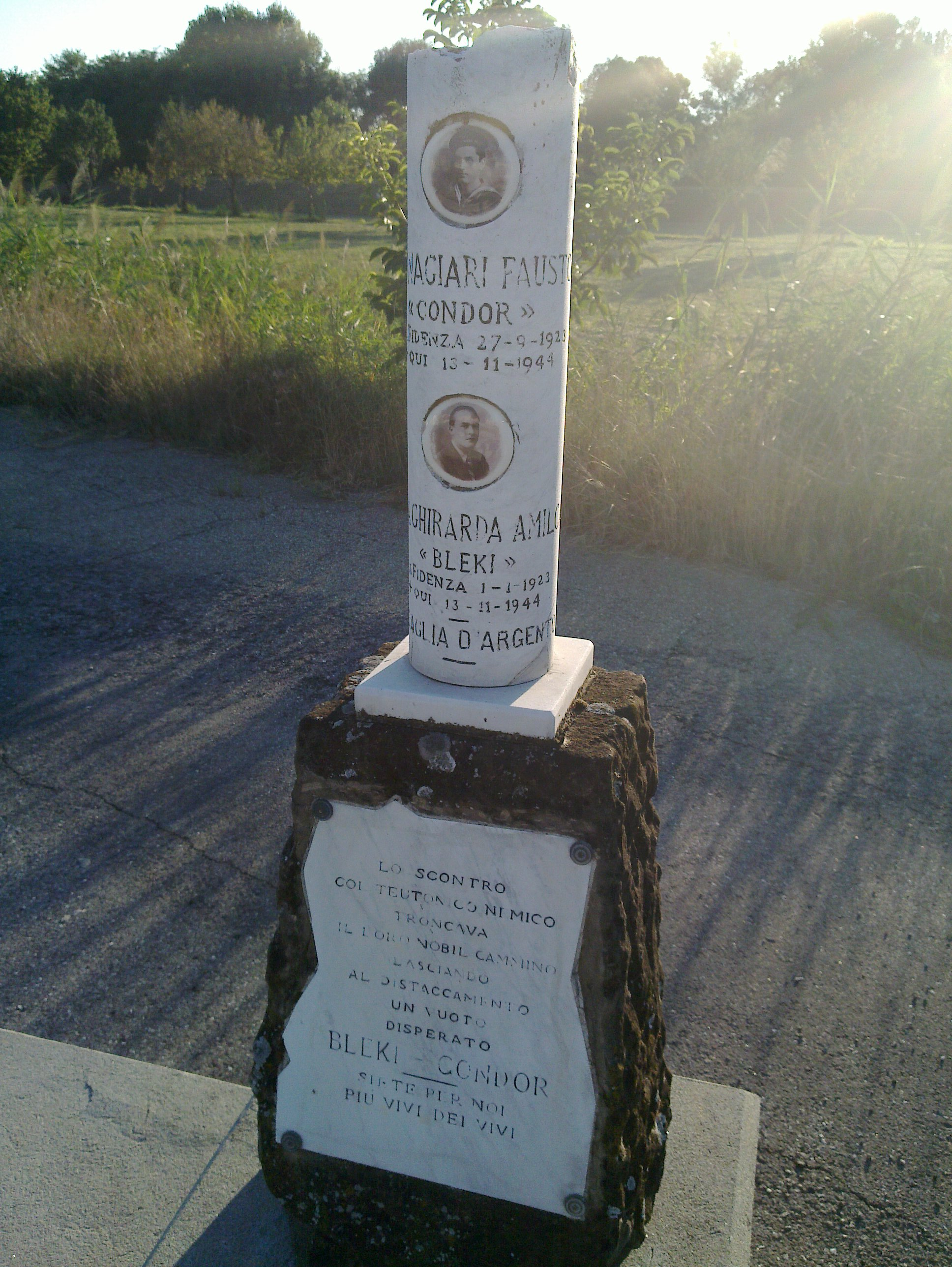
Cippo posto sul luogo in cui furono uccisi "Bleki" e "Condor"

Amilcare Dallagherarda, noto anche con lo pseudonimo di Bleki (Borgo San Donnino, 27 settembre 1923 – Castelletto di Fidenza, 13 novembre 1944), è stato un partigiano italiano insignito della Medaglia d'argento al valor militare alla memoria.

## Biografia
Amilcare Dallagherarda "Bleki" partecipò alla lotta di resistenza come partigiano nel distaccamento "Barabaschi" della 31ª Brigata Garibaldi "Forni" che operava nel territorio parmense, principalmente sulla Via Emilia, che era una fondamentale arteria di comunicazione e rifornimento della Linea gotica.
Morì insieme al compagno Fausto Fornaciari "Condor" durante un'azione di assalto ad una colonna tedesca sulla strada che collega Fidenza a Soragna presso Castelletto di Chiusa Ferranda a soli 21 anni.
Gli fu conferita dal Presidente della Repubblica Francesco Cossiga la Medaglia d'argento al valor militare alla memoria con Decreto Presidenziale del 6 agosto 1985.

## Riconoscimenti e dediche
- Ad Amilcare Dallagherarda è intitolata una via della città di Fidenza.